# Wymysłówka (Ukraina)
Wymysłówka – wieś na Ukrainie w rejonie tarnopolskim należącym do obwodu tarnopolskiego.

## Historia
Właścicielem dóbr ziemskich Wymysłówka był m.in. hrabia Włodzimierz Dzieduszycki.